# أسد الدين أبو شهاب ثقبة بن رميثة بن محمد أبي نمي الحسني
أسد الدين أبو شهاب ثاقبة بن رميثة بن محمد أبي نمي الحسني كان شريفًا (أميرًا) لمكة ست مرات بين عامي 1344 و1361.

## السيرة
ثَقْبَةُ هو ابن رميثة بن أبي نمي شريف مكة.
وفي سنة 744 هـ (1343/1344م) اشترى ثقبة وأخوه عجلان إمارة مكة من أبيهما بستين ألف درهم. وبعد ذلك بفترة وجيزة ذهب ثقبة إلى مصر استجابة لدعوة السلطان الصالح إسماعيل، بينما بقي عجلان في مكة. وفي ذو القعدة سنة 744هـ (آذار/نيسان 1344م) وصلت أخبار إلى مكة أن الصالح قد قبض على ثقبة وأعاد الإمارة إلى رميثة.
وأُطلق سراح ثَقْبَة فيما بعد، وعاد إلى مكة. وفي عام 746 هـ (1345م) أصبح عجلان أميرًا على مكة وطرد ثقبة إلى وادي نخلة. وفي وقت لاحق من ذلك العام قُبض على ثقبة في مصر مع شقيقيه سند ومغامس.
وفي عام 747 هـ (1346/1347) أو 748 هـ (1347/1348) أطلق السلطان الكامل شعبان ثقبة وسند ومغامس وعينهم حكامًا مشاركين مع عجلان. وفي سنة 750هـ أخرج ثقبة عجلان من الإمارة. في 5 شوال سنة 750 هـ ( ق. 16 كانون الأول 1349 م) استعاد عجلان الإمارة من إخوته وسافر ثقبة إلى اليمن.
وفي سنة 752هـ (1351م) أقام ثقبة في الجديد معارضًا لأخيه في مكة. وفي تلك السنة استدعاهما السلطان إلى مصر، فسافرا كل على حدة، ولكن عجلان عاد إلى ينبع. وصل ثقبة إلى القاهرة، فعُين أميرًا على مكة بدلًا من أخيه. وعاد إلى مكة في ذو القعدة سنة 752هـ (كانون الأول 1351م/كانون الثاني 1352م) مع خمسين مملوكيًّا، إلا أن عجلان منعه من دخول المدينة. فأقام ثقبة في خليص حتى جاء موسم الحج. وبعد وساطة الأمير المصري الركبان، وافق عجلان على تقاسم الإمارة مع ثقبة.
وفي عام 753 هـ (1352 م) خلع ثقبة عجلان. وظل حُكمه حتى ذي الحجة سنة 754هـ (كانون الثاني 1353م) حين ألقى الأمير المصري عمر شاه القبض عليه وأقام عجلان في إمارة المنطقة. وقد سُجن ثُقبة في مصر حتى سنة 756هـ (1355م)، حيث توسط له أمير العرب فياض بن مهنا.
وفي محرم سنة 757هـ (كانون الثاني 1356م) تصالح عجلان وثقبة وقسما الإمارة بينهما. في 13 جمادى الآخرة (ق. 13 حزيران) عزل ثقبة عجلان، ولكن عندما جاء موسم الحج (تشرين الثاني 1356) عاد عجلان إلى مكة وفر ثقبة إلى اليمن.
وفي ذي الحجة سنة 758هـ (تشرين الثاني 1357م) تصالح الإخوة مرة أخرى واتفقوا على الحكم بالشراكة. وفي جمادى الأولى سنة 760هـ (نيسان 1359م) استدعاهما السلطان الناصر حسن للمثول أمامه، فلم يحضرا؛ ربما خافا من مغادرة مكة وخسارة الشرافة لانقلاب الآخر عليهما. وفي الشهر التالي تلقوا خبر عزلهم من الناصر وتعيين مكانهم أخاهم سند وابن عمهم محمد بن عطيفة. واقترح عجلان على ثقبة أن يعطي كل منهما أربعمائة من الإبل لضمان بيعة بني حسن والحفاظ على حكمهم. ورفض ثقبة اقتراح عجلان، وتولى ابن عطيفة الإمارة عندما وصل مع القوات المصرية في أواخر جمادى الآخرة (أيار 1359 م).
وبعد حج سنة 761هـ (تشرين الأول/تشرين الثاني 1359م) خرج ابن عطيفة مع الجيش المصري، وتولى ثقبة مكانه حاكمًا مشاركًا مع سند. وفي عام 762هـ أُطلق سراح عجلان من السجن، وعُيّن أميراً على مكة إلى جانب ثقبة. ووصل في رمضان والتقى بثقبة في وادي مر، ولكن ثقبة مرض ومات هناك إما في رمضان أو في أوائل شوال (حزيران/آب 1361 م). دُفن في مقبرة المعلاة، بالقرب من والده رميثة.

## الأبناء
وكان للثقبة أربعة أبناء: أحمد، وحسن، وعلي، ومبارك. وكان له أيضًا ابنة اسمها فاطمة.

## ملحوظات
1. ↑  al-Ghāzī 2009، صفحة 196.
2. 1 2  Ibn Fahd 1988، صفحة 131.
3. ↑  al-Ghāzī 2009، صفحة 197.
4. ↑  al-Ghāzī 2009، صفحة 199.
5. ↑  Ibn Fahd 1988، صفحة 132.
6. ↑  al-Ghāzī 2009، صفحات 202–205.
7. ↑  Ibn Fahd 1988، صفحات 133–134.
8. ↑  al-Ghāzī 2009، صفحات 206–207.
9. ↑  Ibn Fahd 1988، صفحات 134–135.
10. ↑  al-Ghāzī 2009، صفحات 208–209.
11. ↑  al-Ghāzī 2009، صفحات 211–212.
12. ↑  Ibn Fahd 1988، صفحة 136.
13. ↑  Ibn Fahd 1988، صفحة 137.